# Romy (jméno)
Romy je ženské křestní jméno. Jde o zkráceninu německého Rosemarie a anglického Rosemary. Další varianta je Romey.

## Známé nositelky
- Romey, fiktivní postava z britského TV seriálu Queer as Folk
- Romy Marion Byrne, dcera irského herce Gabriela Byrna a americké herečky Ellen Barkin
- Romy Marguerite Croquet, dcera americké režisérky Sofie Coppoly
- Romy Kermer, německá párová bruslařka
- Romy Logsch, německá bobistka
- Romy Müller, německá atletka
- Romy Rosemont, americká herečka
- Romy Schneider, francouzsko-rakouská herečka
- Romy van Oojen, belgická zpěvačka a členka 2 Unlimited
- Romy White, fiktivní postava z filmu Romy and Michele's High School Reunion. Hrála jí Mira Sorvino.